# Karawatung
Karawatung is een bestuurslaag in het regentschap Flores Timur van de provincie Oost-Nusa Tenggara, Indonesië. Karawatung telt 654 inwoners (volkstelling 2010).